# Argument de One Piece

## East Blue

### Saga Capità de l'Armada Morgan
En Monkey D. Ruffy, un jove que vol convertir-se en el rei dels pirates, es fa a la mar amb la intenció d'aconseguir una tripulació i entrar a la Gran Line. El primer de trobar-se pel camí és un marrec anomenat Koby. Ell forma part de la tripulació de la pirata Alvida per obligació. El seu somni és allistar-se a l'armada, i això agrada a en Ruffy, que l'ajuda a aconseguir-ho: derrotant a l'Alvida, i després acompanyant-lo a Shell Town, un poble proper on es troba una de les bases de l'Armada. El Capità d'aquesta base és temut entre tots els habitants del poble per la seva malícia. A més, el caçapirates Roronoa Zoro, conegut a tot l'East Blue, és presoner en aquella base. En Ruffy decideix que serà el seu primer nakama i ho aconsegueix derrotant el Capità Morgan i alliberant el poble i al mateix Zoro de la seva ira. Un cop derrotat, és arrestat per la mateixa Armada degut als maltractes que havia propinat a la gent del poble i als soldats de la base. En Koby finalment s'allista a l'Armada, i promet a en Ruffy que un dia o altre es tornaran a trobar per la Gran Line.

### Saga Capità Pallasso Buggy
En Monkey D. Ruffy i en Roronoa Zoro naveguen plegats per l'East Blue. Van a parar a un altre poble: Orange Town. Ha estat envaït pel temible Capità pirata Buggy el Pallasso, qui ha sembrat la desolació entre la poca gent que encara hi queda. L'aparició d'en Ruffy els farà canviar la sort. Després de viure diverses aventures entre les quals coneixen a la Nami (una lladre navegant que ha robat el mapa de la Gran Line a en Buggy), s'enfronten als homes d'en Buggy. Primer en Ruffy derrota a en Mohji i en Richie, després en Zoro s'encarrega de l'espadatxí Cabaji, i finalment en Ruffy derrota a en Buggy. Durant el combat es coneix que en Buggy era company d'en Shanks.

### Saga Capità Kuro
La tripulació dels Pirates del Barret de Palla va prenén forma. La Nami s'ha unit a la tripulació i s'embarca juntament amb en Monkey D. Ruffy i en Roronoa Zoro cap al següent poble: Syrup Town. Allà coneixen l'Usopp i li ofereixen formar part de la banda. El que no saben és que una temible conspiració d'un pirata prou conegut, el Capità Kuro, està a punt d'acabar amb el poble. L'Ussop planeja plantar-li cara, i en Ruffy està disposat a ajudar-lo de totes totes. En Zoro s'enfronta als germans Nyaban i els derrota, i en Ruffy acaba amb el Capità Kuro després d'un intens combat. Finalment, tots quatre tripulants es fan a la mar en busca d'una nova aventura.

### Saga Almirall Don Krieg
La tripulació del barret de palla va a la recerca d'un cuiner pel vaixell. Per aconseguir-lo, es dirigeixen al vaixell restaurant Baratie. El que no saben és que, en aquell precís indret, es dirigeix també cap allà l'Almirall Don Krieg, amb la seva flota mig destrossada per culpa del Shichibukai Mihawk. En Krieg, un dels pirates més temuts de l'East Blue, vol apoderar-se del vaixell restaurant per poder tornar a entrar a la Gran Line. Els cuiners però, no están disposats a permetre-ho. Paral·lelament, en Mihawk, arriba amb el seu bot també cap allà. És reptat per en Zoro, i tot i que aquest és derrotat amb facilitat, causa impressió al Shichibukai que li promet revenja quan estigui preparat. Finalment, en Mihawk se'n torna a la Gran Line, i comença el combat final pel Baratie. En Sanji (segon cheff del restaurant i futur nakama d'en Ruffy), és derrotat per en Gin, però aquest últim no vol matar-lo. Això provoca la ràbia de l'Almirall Don Krieg que ataca sense pietat amb un gas verinós, deixant al seu propi tripulant a la vies de la mort. En Ruffy ataca a en Krieg i després d'un dur combat, el derrota. Finalment en Sanji decideix embarcar-se a la tripulació, que ara té un nou maldecap: On és la Nami?

### Saga Tritó Arlong
La Nami amaga un obscur secret. Ella forma part de la banda del Tritó Arlong (l'home amb la recompensa més alta de l'East Blue). El que vol aconseguir és alliberar al seu poble del domini del tirà pagant els diners corresponents. Aquesta és la raó que la porten a trair a la tripulació del barret de palla. L'Arlong, però, no té cap intenció de complir el seu pacte, ja que no vol perdre els dons de cartògrafa de la Nami. Desesperada li demana ajuda a en Ruffy que òbviament accepta. A partir d'aquí, la tripulació es dirigeix a Arlong Park, derroten als tritons i finalment en Ruffy acaba amb l'Arlong, alliberant el poble de Coco. La Nami torna a embarcar-se a la tripulació, i junts posen dirreció a la Gran Line. En Ruffy aconsegueix la seva primera recompensa, i es converteix en l'home més buscat de tot l'East Blue (30 milions de berries).

### Saga Ciutat del Logue
L'última parada abans d'entrar a la Gran Line és la popular Ciutat del Logue. Famosa perquè va ser on va néixer i també morir el rei dels pirates, en Gol D. Roger. És la ciutat del principi i de la fi. Però no tot és tan bonic com sembla: a la població s'hi troba una base de l'Armada, governada per un dels capitans més forts, el Capità Smoker. L'Smoker posseeix la primera fruita del diable Logia que surt a One Piece: la Logia del Fum. Amb aquest poder es dedica a capturar a tots els pirates de l'East Blue que es dirigeixen cap a la Gran Line. A més a més, els pirates Buggy i Alvida també són allà, i esperen en Ruffy amb set de venjança. Al final d'un estira-i-arronsa d'esdeveniments, l'Smoker aconsegueix acorralar en Ruffy, però és salvat per un desconegut (més endavant es coneix que resulta ser el pare d'en Ruffy, l'home més buscat pel govern, el revolucionari Monkey D. Dragon). Finalment, la tripulació escapa de la Ciutat del Logue i posen rumb definitiu a la Gran Line!

## Banda Baroque

### Saga Balena Raboon
Un cop abandonada la Ciutat del Logue amb més problemes dels previstos, la tripulació del barret de palla posa rumb directe a la Reverse Mountain (a la Red Line). Aprofitant el corrent marí, ascendeixen per la muntanya i posteriorment descendeixen fins al gran oceà: la Gran Line. El primer obstacle, una enorme balena illa anomenada Raboon. En Crocus, el farer que vigila els Caps Bessons (entrada a la Gran Line), els explica la trista història de Laboon i dels seus companys que mai més no han tornat a buscar-la. Paral·lelament, dos estranys que es fan anomenar Mr.9 i Miss Dimecres, ataquen a la balena per aconseguir la seva carn. En Crocus atura les bales de canó, i els dos estranys són derrotats de forma fàcil per en Ruffy. Finalment, en Ruffy fa un combat contra la balena (que acaba en empat) i li promet a Laboon que tornarán per fer un altre combat. La tripulació posa rumb a Whisky Peak amb els dos estrany a bord.

### Saga Whisky Peak
La tripulació del barret de palla amb els dos estrany a bord arriben a la primera illa de la Gran Line: Whisky Peak. Amagat sota un clima de festa, l'illa conté un obscur secret. Controlada per la Banda Baroque aprofiten el son dels pirates, esgotats després de tanta festa, per matar-los i cobrar les seves recompenses. Per sort, en Zoro coneix l'organització i s'adona dels seus plans. A mitjanit, s'enfronta ell sol contra membres de la banda així com els Mrs. 8 i 9 i les seves acompanyants. Però la sorpresa més inesperada encara està per arribar. En Mr.5 arriba per desemmascarar una traïdora dins l'organització: la princesa d'Alabasta, la Vivi. Aquesta resulta ser la Miss Dimecres. En Ruffy però, s'ofereix a protegir-la, derroten a en Míster 5 i a la seva acompanyant, i marxen rumb a Alabasta, on una terrible tragèdia està a punt de passar.

### Saga Little Garden
La Vivi explica que la Banda Baroque és una organització liderada pel Shichibukai Crocodile, amb l'objectiu de provocar una guerra civil al regne d'Alabasta que acabi amb el govern del país, i li permeti a en Crocodile dominar el país. De moment, la tripulació es troba a la prehistórica illa de Little Garden. Allà coneixen dos gegants guerrers d'Elbaf que están fent un duel des de fa més de 100 anys! Però el que no saben és que en Mr.3 també és a l'illa, i prepara una conspiració per capturar als gegants i als pirates. Finalment en Ruffy derrota en Mr.3 i allibera als seus companys i als gegants de la trampa de cera. Tots junts fan camí cap a Alabasta, amb un nou maldecap: la Nami s'ha posat malalta.

### Saga Drum
Per poder curar a la Nami, la tripulació fa escala a Drum. El país d'hivern ha estat saquejat fa poc temps pel pirata Barbanegra, i el seu malvat rei Wapol, en lloc de defensar el regne, va fugir a l'exili. A més, la gran majoria de metges ja no es troben disponibles per la gent del poble. La tirania d'en Wapol ha fet emmalaltir a tot el país. En Ruffy i en Sanji acompanyen a la Nami al cim de les muntanyes, on es troba la Doctora Kureha. Allà coneixen a en Chopper, un ren que posseeix la fruita de l'home. La doctora, explica la bonica i tràgica història del curander Hiruluk (qui coneix el remei per a curar el país) i el mateix Chopper. Finalment, en Wapol torna, però aquest cop la gent no està disposada a deixar-lo quedar. Guiats per en Dalton, pugen tots al palau per a desterrar-lo. En Chopper s'efronta als guardespatlles d'en Wapol i els derrota. I finalment en Ruffy guanya a en Wapol i allibera Drum del tirà. Al final de la saga, el somni d'en Hiruluk es fa realitat. Els cirerers floreixen a l'illa d'hivern!

### Saga Alabasta
En Ruffy, la princesa Vivi i els altres arriben finalment a Alabasta. De seguida s'donen que alguna cosa no va a l'hora: en Crocodile és tractat com un heroi entre els ciutadans, i en canvi el prestigi del rei Cobra va en detriment. La Vivi decideix anar a buscar en Kohza (el cap dels rebels) per evitar que esclati la guerra. Pel camí es troben l'Ace (germà d'en Ruffy i comandant de la segona divisió dels Pirates Barbablanca). Després de diversos successos pel desert, de lluitar contra l'Armada del Capità Smoker que ha arribat fins allà, arriben a la Base Pluvial on es troben el Shichibukai al seu casino. Mentrestant, una operació terrible s'està donant a Nanohana. Anomenada operació Utopía, té com a funció fer esclatar la ira dels rebels i provocar l'aixecament definitiu contra el rei. La guerra final serà a la capital: Alubarna. En Ruffy enfrenta a en Crocodile a la Base Pluvial, però és derrotat amb facilitat pel poder de la Logia de la Sorra. A la capital, la guerra entre els dos exèrcits ja ha esclatat tot i els esforços de la Vivi per aturar-la. En Zoro i companyia comença a lluitar contra els membres principals de la Banda Baroque i aconsegueixen derrotar-los. Finalment, després d'una lluita tràgica i plena d'emocions, en Ruffy tomba a en Crocodile a Alubarna, i la revolta arriba al seu final. Tot i les moltes baixes, el país ha quedat salvat de la conspiració del Shichibukai. L'Armada arriba i detén en Crocodile, que li és tret el rang de Shichibukai. El Capità Smoker és ascendit a Comodor per aquesta captura. La Vivi decideix quedar-se al país, tot i que promet a en Ruffy i als altres que algun dia es tornaran a trobar. Sense dubte, Alabasta és la primera gran Saga d'One Piece, plena d'emocions, traïcions i grans batalles. La Saga acaba amb la Nico Robin (membre de la Banda Baroque), fent-se nakama d'en Ruffy.

## L'illa del Cel

### Saga Jaya
La tripulació del barret de palla, amb la nova companya, la Nico Robin, a bord, segueix el seu viatge per la Gran Line. Davant seu una nova adversitat: el Log Pose assenyala al cel! Després de trobarse amb el reflotador Madira, posen rumb a Jaya per trobar informació sobre l'illa del cel. A l'illa, desembarquen a Mock Town. Una ciutat on pirates amb recompenses aprofiten per gastar les seves riqueses. El més famós és en Bellamy "La Hiena", un pirata però que no creu en els somnis i que tracta als altres com a inferiors. En Ruffy i companyia es troben també al pirata Barbanegra amb qui mantenen una grata conversació. Després van a l'altra banda de l'illa, on es troben els decendents d'en Norland el mentider, a buscar informació. Aquests, durant la nit però, són atacats per la colla d'en Bellamy que els roba els tresors. Amb tot a punt ja per marxar a l'illa del cel, en Ruffy decideix que primer vol recuperar els tresors dels amics que els han ajudat a trobar una manera d'anar al cel. Finalment, en Ruffy apallissa a en Bellamy, recupera els tresors, i la tripulació viatja al cel aprofitant el Knock-up. Aconsegueixen esquivar el pirata Barbanegra pels pels, que els ha reconegut i anava a capturar-los.

### Saga Skypiea
La tripulació del barret de palla arriba al cel, i es troba navegant pel mar de núvols. Descobreixen l'illa de l'Àngel, que és on habita la gent de Skypiea, i es fan amics d'una noia del cel la Conis. Al cel però, els forasters no són benvinguts, i ràpidament s'adonen que no han passat desepercebuts a la vista del Déu Eneru (governador de Skypiea) que habita al Jardí Superior. Després de passar el judici de la corda contra el sacerdot Sattori, descobreixen que Skypiea no és res més que una part de l'illa de Jaya que va ser arrossegada al cel. Mentrestant, els guerrers shandians (originaris de Jaya i la ciutat de Shandra), comandants per en Wipper, ataquen el Jardí Superior per derrotar a l'Eneru i recuperar la seva terra. Els pirates del barret s'endinsen també al Jardí Superior per a trobar l'or de Shandra: el gran joc de supervivència ha començat! El que no saben és que, l'única intenció del Déu Eneru, és aprofitar la batalla per seleccionar els 5 supervivents més forts, perquè l'acompanyin al seu viatge al Vearth, i que té pensat destruir tota la nació abans de marxar. Després de molts combats intrèpits, els 5 finalistes són: en Zoro, en Wipper, la Robin, la Nami i en Gran Fall. Tots intenten fer front a l'Eneru però són derrotats pel temible poder de la seva fruita del diable: la Logia de l'Electricitat. Finalment, quan tota Skypiea sembla perduda, apareix en Ruffy (que s'havia perdut dins d'una serp gegant), i aprofitant les propietats aïllants del seu cos de goma, venç a l'Eneru en un combat espectacular. Shandians i homes del cel decideixen compartir Skypiea i aturar tots els conflictes. Ens és rebelada també la història d'en Norland i el guerrer Kalgara. La tripulació del barret de palla torna a la mar blava amb una bona pila d'or de la ciutat de Shandra.

## Cipher Pol 9

### Saga Davy Back Fight
De nou a la mar blava, la tripulació del barret de palla fa escala a una nova illa: Long Ring Long Land. Allà coneixen a un home gran que els explica la manera nòmada com viuen els habitants de la zona. Posteriorment, la banda de pirates Foxy arriba i reta a la tripulació d'en Ruffy a un Davy Back Fight. És un joc entre pirates amb unes regles molt especials: el guanyador de cada prova escull un membre de la tripulació contrària. Finalment, després de nombroses proves que van des de curses, jocs d'orientació, esports de risc i una lluita final, la tripulació del barret de palla s'acaba imposant i guanya el joc. En Ruffy però, decideix fer fora a tots els membres aconseguits. Acabat el joc, la tripulació es troba amb l'Almirall de l'Armada Aokiji. Tot i que la seva primera intenció no és capturar a la tripulació, canvia d'opinió quan veu a la Nico Robin. En Ruffy s'enfronta a l'Aokiji, però és apallissat pel poder de la perillosíssima Logia del Gel. L'Almirall li perdona la vida, ja que en Ruffy va derrotar el Shichibukai Crocodile, un estafador, i a ell no li cauen gens bé els Shichibukai. A més a més, li deu molts favors al seu avi.

### Saga Water Seven
Després de l'enfrontament contra l'Almirall Aokiji, la tripulació del barret de palla fa escala a una de la grans illes de la primera meitat de la Gran Line: la metropoli de l'aigua, Water Seven. Amb set molls que rodegen la ciutat, és una de les illes més modernes vistes i la gran especialitat és la fusteria. En Ruffy, la Nami i l'Usopp van a canviar l'or de Skypiea per diners i tenen la intenció de reparar el vaixell a la Galley-La, la companyia de fusters més famosa, i dirigida per l'alcalde de la ciutat: l'Iceburg. El que no saben és que, a Water Seven, estan a punt de passar uns esdeveniments que canviarán les seves vides. Entre diversos enfrontaments amb en Franky i la seva família, i els capatassos de la mateixa Galley-La que acusen als pirates d'haver participat en l'intent d'assassinat del senyor Iceburg, es desvelen uns agents secrets del govern que estaven infiltrats a la ciutat. Aquests, alguns dels quals eren de la mateixa Galley-La, repten a la Nico Robin i a en Franky, amb l'objectiu d'apoderar-se de l'arma milenària Plutó. Ells mateixos són els que, òbviament, van atemptar contra el senyor Iceburg. En una història plena de trampes, emocions i lluites fatídiques, es descobreix la història del difund senyor Tom, la conspiració de l'Spandam i de la justícia del CP9. Al final, en Ruffy i els altres s'enfronten amb el CP9 a la torre de la Galley-La, però són derrotats. La Nico Robin se'n va amb ells direcció a l'illa judicial (Enies Lobby) amb el tren de mar. A més a més, l'Aqua Laguna, arriba durant la nit a Water Seven, i això fa que navegar amb vaixell sigui impossible. En Ruffy i els altres decideixen fer l'impossible, atacar Enies Lobby amb el Rocket Man (un altre tren de mar) i alliberar a la seva amiga. En el seu viatge no estarán sols: la família Franky i els capatassos de la Galley-La se'ls uneixen, en una batalla contra el mateix Govern Mundial que no passarà desepercebuda.

### Saga Enies Lobby
La tripulació d'en Ruffy, els capatassos de la Galley-La i la Família Franky arriben a Enies Lobby. En Ruffy no s'ho pensa dues vegades, salta sol a l'illa i comença a derrotar marines i soldats del govern. Per altra banda, a la torre judicial, tots els membres del CP9 es reuneixen amb l'Spandam. Els capatassos i la Família Franky, amb la intenció d'obrir les portes a la tripulació, comencen a lluitar contra els exèrcits d'Enies Lobby i contra els gegants Oimo i Cashie. Posteriorment, aprofitant el Rocket Man, en Zoro, en Sanji i companyia penetren a la ciutat. A partir d'aquí comença la gran avançada cap a la torre judicial. Al damunt de dos kingbulls (Sodoma i Gomorra), tots fan escala fins a la plaça del tribunal, sense que els exèrcits de la ciutat els puguin detenir. Finalment, els kingbulls són derrotats i els soldats d'Enies Lobby s'avalanchen contra tots. En aquells moments apareixen Oimo i Cashie, que convençuts per en Sogeking (Usopp), canvien de bàndol i comencen a derrotar les forces de la Marina i del Govern. En Ruffy per la seva banda, ja ha arribat al terrat de l'edifici del tribunal i comença a lluitar contra en Blueno, a qui derrota amb la seva nova tècnica (Gear Second). Tots els membres de la tripulació arriben també al terrat en breus instants, i es col·loquen enfront dels membres del CP9, l'Spandam i la Nico Robin. En aquells moments, la Robin explica la tràgica història de la Buster Call d'Ohara. A continuació, comencen els duels d'un a un contra els membres del CP9, amb la intenció d'aconseguir les claus per alliberar a la Robin. Després de molts esforços, tots ho acaben aconseguint i, aprofitant un pla d'en Sogeking, la Nico Robin és alliberada. Però els maldecaps encara no s'han acabat: l'Spandam ha activat una Buster Call sobre Enies Lobby; i en Ruffy segueix lluitant a mort contra el més poderós dels membres del CP9: en Rob Lucci. Amb la ciutat en flames, més de 200 Capitans de l'Armada es llancen contra la tripulació del barret de palla, i comença la fatídica lluita final al pont del dubte. A més a més, en Ruffy no pot aturar la tècnica secreta d'en Lucci i cau a terra esgotat. Quan tot sembla perdut, en Sogeking es treu la màscara, i s'empesca un pla perquè en Ruffy recuperi les forces ràpidament. Òbviament no decep, en Ruffy s'aixeca de nou, segueix lluitant, i amb un atac final ple de ràbia derrota a en Lucci. Els membres de l'Armada els tenen però envoltats per tots costats. Tot sembla perdut, fins que el vaixell Going Merry, arriba per a salvar a la tripulació. Tots es llancen al mar i s'escapen enmig de la confusió que ha provocat en Sanji, tancant la porta de la justícia, i provocant un gran remolí que atrapa als creuers de la Marina.

### Saga Post-Enies Lobby
La tripulació d'en Ruffy torna a Water Seven. La pau però, s'acaba ben aviat. Apareix a la ciutat de l'aigua el prestigiós Vicealmirall Monkey D. Garp. Resulta ser l'avi d'en Ruffy, i ve acompanyat d'en Coby i en Helmeppo, que han guanyat força habilitats. En Garp li retreu a en Ruffy que es fes pirata, però tot i així, decideix no enfrontar-s'hi. Posteriorment, fan una gran festa a Water Seven per celebar la caiguda d'Enies Lobby. Apareix l'Almirall Aokiji d'amagat, i parla amb la Robin, diguent-li que si de veritat ha trobat als seus amics, visqui la vida en plenitud i, així, Ohara mai no morirà del tot. En Franky decideix construir un vaixell amb la fusta de l'arbre més especial del món, i regalar-lo a la tripulació. El nom del vaixell serà Thousand Sunny. A continuació, es mostra una trobada entre els Yonkous Barbablanca i Shanks. A Water Seven, mentrestant, arriben les noves recompenses per a tots els tripulants, fins i tot per en Franky. Aquest fet, provoca que el cyborg decideixi embarcar-se a la tripulació, per a cuidar el Sunny. Finalment, el Vicealmirall Garp torna a l'illa amb ordres directes d'en Sengoku (Almirall General) de capturar en Ruffy. Aquests però aconsegueixen escapar-se de les seves bales de canó i posar rumb a la propera illa. A l'illa Banaro es dona un gran combat entre en Teach Barbanegra i l'Ace. La Logia de la foscor contra la Logia del foc. L'enfrontament acaba amb derrota de l'Ace: aquest resultat arrossegarà el món a un succés que posarà fi a l'era salvatge.

## Thriller Bark-Arxipèlag Sabaody

### Saga Thriller Bark
En Ruffy i companyia naveguen direcció al Nou Món. Abans però, han de travessar una perillosa zona de la Gran Line, coneguda com a Florian Triangle. Després de conèixer en Brook, el Sunny queda atrapat dintre de l'enorme vaixell illa Thriller Bark. Després de diverses aventures, investigacions i lluites contra zombis, descobreixen que qui està darrere de tot és el Shichibukai Gecko Moria. Utilitzant una fruita del diable, que li permet controlar les ombres, crea els zombis. El seu objectiu és fer el model 900, amb el cos del gegant Oz i l'ombra d'en Ruffy. La majoria dels pirates, cauen a la trampa d'en Moria i els són robades les ombres. A més a més, s'enteren que a una persona sense ombra no li pot tocar el sol, car es desintegraria en cas de fer-ho. Així doncs, decideixen atacar Thriller Bark, derrotar el Shichibukai i recuperar-les. La tripulació se separa en grups i comencen a lluitar contra els diversos tipus de zombis i contra els subordinats d'en Moria. Finalment, apareix davant d'ells el gegant Ozu, que ha estat reviscut. Al principi, aconsegueixen fer-lo caure, però l'aparició d'en Moria els deixa en desavantatge: aprofita el fet de controlar l'ombra, per estirar-la com si fos goma, de tal manera que en atacar li sembli que posseeix la fruita de la goma (un zombi lluita seguint les habilitats del cos i de l'ombra). Quan la cosa pinta malament, apareix Nightmare Ruffy, que no deixa de ser el mateix Ruffy amb el poder de 100 sombres (la idea la tenen uns pirates del Nou Món que havien estat derrotats a Thriller Bark). Nightmare Ruffy comença a apallissar l'Ozu, i finalment, amb un atac combinat de tots els pirates aconsegueixen derrotar-lo. Per recuperar les ombres però, han de guanyar a en Gecko Moria. Aquest absorbeix el poder de 1000 ombres i es fa gegantí, però en Ruffy, amb una combinacio del Gear Second + Thrid, aconsegueix guanyar-lo i recuperar-les. Tot i la victòria, en Ruffy cau esgotat en haver fet servir tota l'energia durant la lluita. En aquells moments, apareix un altre Shichibukai: Bartholomew Kuma; qui demostra un poder superior a en Moria. Tot i que en Zoro intenta plantar-li cara, és derrotat amb facilitat. Finalment però, en Kuma decideix perdonar-los a tots la vida a canvi de la de l'espadatxí, al qual tampoc acaba matant, demostrant pietat pel fet que tots estaven cansats i afeblits dels combats a Thriller Bark.

### Saga Arxipèlag Sabaody
Després d'abandonar el Triangle Florià, la tripulació arriba a la Red Line. El problema està en el fet que el Log Pose assenyala el fons del mar, i no saben com arribar-hi. Posteriorment, s'enteren que necessiten recobrir el vaixell d'una vernís especial. Així que es dirigeixen a l'Arxipèlag Sabaody, una terra governada pels Nobles Mundials. Pel camí es troben els homes d'en Duval i, tot i els petits conflictes inicials, s'acaben fent "aliats". A l'arxipèlag han arribat també altres pirates novells coneguts com els Onze Supenoves. S'adonen que, tot i l'enorme encant turístic de la zona, existeix una trama espantosa de compravenda de persones, que duu a la constant pràctica de segrestos. La Camie, una sirena que s'havia fet amiga dels pirates, és segrestada i portada a la subhasta de persones. En ser un ésser tan apreciat com una sirena, un Noble Mundial en fa una oferta inigualable. A més a més, el tritó Hachi, acompanyant de la Camie i també amic dels pirates, és disparat pel Noble Mundial, només pel fet de poder fardar d'haver ferit a un tritó. Això provoca la ira d'en Ruffy, que propina un fort cop de puny al Noble Mundial. Tothom és conscient del que això significa: un Almirall anirà a l'illa a matar els pirates per ordre directe del Govern Mundial. La Camie és alliberada per en Silvers Rayleigh (el vicecapità d'en Gol D. Roger) i, ell mateix diu que es farà càrrec del vernís del Sunny. Els recomana que s'amaguin durant dos o tres dies, perquè un Almirall es dirigeix allà. A part de l'Almirall, diversos pacifistes (uns robots amb el cos d'en Kuma) també arriben, comandants per en Sentomaru. Un d'ells (PX-4) intercepta a la tripulació del barret de palla i els comença a disparar raig làsers. D'altres també es troben lluitant contra els altres Supernoves per tot l'arxipèlag. Entre tots, aconsegueixen derrotar el pacifista, quedant això sí baldats. En aquells moments, apareix un altres pacifista (PX-1), en Sentomaru i l'Almirall Kizaru (amb el poder de la fruita Logia de la Llum). Comença una de les més fatídiques lluites de la tripulació per salvar la pell. En Ruffy no pot amb el Haki d'en Sentomaru, i en Zoro ha estat interceptat per en Kizaru. Per sort, apareix en Rayleigh, qui amb el seu Haki anula el poder de la Logia d'en Kizaru, i comença a combatre contra l'Almirall. En Ruffy ordena a tothom que es retiri immediatament de la zona. En el pitjor moment, arriba el verdader Shichibukai: Bartholomew Kuma. Comença a repulsar a tots els pirates amb el poder de la seva fruita, i tot i l'atac a la desesperada d'en Sanji, en Franky, l'Usopp i en Ruffy, i la ultrapíndola d'en Chopper, que s'enfronta a en Sentomaru, finalment tota la tripulació del barret de palla és derrotada i repulsada per en Kuma a illes diferents. L'Almirall Kizaru li retreu a en Kuma la seva acció, ja que els volia eliminar, però el Shichibukai li respon que ells no están obligats a cooperar amb la Marina.

## Guerra d'en Barbablanca

### Saga Amazon Lily
Després de la derrota a Sabaody contra el Shichibukai Bartholomew Kuma, en Ruffy és repulsat a una illa situada en plena Calm Belt: Amazon Lily. L'illa és on habiten les Kuja, les dones pirates més temudes, comandades per la Shichibukai Boa Hancock, qui a part de tenir un potent Haki, posseeix una fruita del diable que li permet convertir en pedra a tot aquell qui tingui pensaments impurs. Tot i que al principi ordena matar en Ruffy pel fet de ser home, s'acaba adonant que és una bona persona, li explica el seu terrible passat (que fou esclava dels Tenryubitos) i acaba enamorant-se d'ell. Paral·lelament a Marineford, l'Almirall de flota Sengoku és conscient que l'execució de l'Ace desembocarà en una guerra contra en Barbablanca; totes les principals forces de l'Armada van arribant per enfrontar-se al Yonkou. En Ruffy s'entera que el seu germà ha estat capturat i que l'executarán, i li demana a la Boa Hancock que, aprofitant que ella ha d'anar també a Marineford per ordres del Govern Mundial, l'ajudi a infiltrar-se a la presó submarina d'Impel Down, per poder alliberar a l'Ace i evitar l'execució i la batalla.

### Saga Impel Down
Gràcies a la Boa Hancock, en Ruffy aconsegueix infiltrar-se a Impel Down. Però en Ruffy no té ni ideia de la distribució per nivell de la gran presó. En primer lloc, es troba amb un vell conegut, el pirata Buggy, qui a contracor li explica que es troba a l'Infern carmesí (Nivell 1) on es troben els pirates més fluixos, i que si vol rescatar al seu germà haurà d'anar fins a l'últim nivell. Al nivell 2, l'Infern de les bèsties, en Ruffy i en Buggy derroten al Basilisc, i van alliberant als presoners. Es troben amb un altre conegut, en Mr 3. Al nivell 3, l'Infern desèrtic, troben a en Mr 2, i també s'uneix al seu viatge. Però la guardia d'Impel Down ja s'ha adonat de la seva presència i intencions, i ha reunit els soldats de la presó i les bèsties al nivell 4 per acabar amb els fugitius. Comencen a derrotar els guàrdies, però de cop, apareix davant seu l'Alcaide de la presó, en Magellan. Enfurismat per les accions d'en Ruffy, es prepara per usar el seu temible poder, una fruita del diable que li permet produir un verí potentíssim. En Magellan derrota fácilment a en Ruffy y el deixa a les portes de la mort. Per sort però, en Míster 2 el rescata i el porta cap a buscar la reina okama Ivankov. Aquest té una fruita que li permet controlar les hormones, y d'aquesta manera utilitzar-les per curar. Posteriorment es dirigeixen tots a rescatar a l'Ace al nivell 6, però quan arriben s'adonen que ja ha estat traslladat a l'Armada. Decideixen escapar-se d'Impel Down i anar tots junts a Marineford a rescatar-lo. En Ruffy allibera als exshichibukais Jinbe i Crocodilei, entre tots, comencen a derrotar els guardies de la presó i van alliberant a tots els presoners de tots els nivells. Paral·lelament, en Barbanegra ha marxat de Marineford i amb la seva tripulació arriba a Impel Down amb l'objectiu d'alliberar presoners llegendaris per a la seva tripulació (cosa que se sap més tard). Entre ells s'hi uneix l'exalcaide Shiryuu, més temible que el mateix Magellan. En Ruffy s'enfronta novament cara a cara contra l'alcaide amb l'ajuda d'uns guants de cera d'en Mr 3, que li permetin colpejar-lo sense ser afectat pel varí. Mentrestant, en Jinbe, en Crocodile, en Buggy i companyia, intercepten un vaixell de la Marina per escapar-se. Tot i que en Ruffy no pot vèncer a en Magellan, finalment amb ajuda de l'Ivankov i d'uns taurons cridats per en Jinbe (tritó), s'escapen d'Impel Down i es dirigeixen tots junts cap a la gran batalla.

### Saga Marineford
La Saga de Marineford se centra en la Batalla de Marineford, el combat final entre en Barbablanca i els seus aliats contra les forces de l'Armada. Aquest conflicte posa punt final a la primera era de la pirateria, i posa les pautes de l'inici de la nova era. El principals detalls de la Gran Guerra es troben al segúent article.

#### Guerra d'en Barbablanca
La Guerra d'en Barbablanca també anomenada la Gran Guerra, és una batalla fictícia que es produeix al món de One Piece. Enfronta les forces de la Marina contra els pirates d'en Barbablanca i les tripulacions aliades.
| Pirates d'en Barbablanca                     | Marina                   | Pirates d'en Barbanegra    |
| -------------------------------------------- | ------------------------ | -------------------------- |
| 1600 Pirates d'en Barbablanca                | 100.000 Marines d'elit   | 10 Pirates d'en Barbanegra |
| 4300 Pirates Aliats aprox. (43 Tripulacions) | 5 Grans Guerrers del Mar |                            |
| 200 Presos escapats d'Impel Down             |                          |                            |

#### L'incident a l'illa Banaro
El detonant de la batalla és l'incident a l'illa Banaro. El comandant de la segona divisió dels pirates d'en Barbablanca, Portgas D. Ace, intercepta als pirates d'en Barbanegra. El capità d'aquests, en Marshall D. Teach, va ser un antic membre de la seva divisió, però va fugir després de matar un company de tripulació per robar-li una fruita del diable. Com a comandant, l'Ace ha d'posar fi a en Barbanegra.
Tot i les súpliques d'en Shanks a en Barbablanca que aturi a l'Ace, perquè té un mal pressentiment sobre tot això, en Barbablanca li contesta que és feina seva acabar amb en Teach.
Finalment es duu a terme el combat entre la Lògia del foc de l'Ace, i la Lògia de la foscor d'en Teach Barbanegra. L'Ace es veu sorprès pel poder de la fruita de la foscor, i acaba caient derrotat. En Barbanegra entrega el seu cos a la Marina, que ràpidament n'anuncia l'execució, i li és atorgat el títol de Shichibukai. La Guerra que canviarà el món acaba de començar.

#### La preparació per la batalla
La Marina tem que l'anunci d'execució de l'Ace els porti a un enfrontament total contra el Yonkou Barbablanca, l'home més fort del món, i comença a vigilar els seus moviments. Al mateix temps, als Cuartels Generals, comencen a arribar les principals forces: els 3 Almiralls, tots els Vicealmiralls, capitans i comandants, la divisió especial de gegants, els Shichibukais, etc. La primera sorpresa és la negativa del Shichibukai Jimbei a lluitar contra en Barbablanca, cosa que duu a en Sengoku (Almirall de flota) a tancar-lo a Impel Down, a la mateixa cel·la on està l'Ace.
Finalment s'informa que els vaixells que vigilaven al Yonkou Barbablanca han estat enfonsats, i que el Yonkou Kaidou (que volia lluitar contra en Barbablanca), ha estat interceptat pel Yonkou Shanks. En Barbablanca ha començat a moure's.

#### La incursió a Impel Down
Poques hores abans de l'execució, en Ruffy, amb l'ajut de la Shichibukai Boa Hancock, s'introdueix a la presó submarina amb la intenció d'alliberar al seu germà Ace. Tot i ser derrotat per l'alcaid Magellan en primer moment, és curat pel revolucionari Ivankov, i juntament amb els altres presos de New Kama Land comencen un motí a la gran presó. Alliberen entre d'altres als exshichibukais Jimbei i Crocodile, els antics membres de la Banda Baroque, el pallasso Buggy, i uns 200 presos més.
Mentre s'escapen de l'alcaid Magellan, es troben de cara amb en Barbanegra, que ha marxat de Marineford i es troba amb tota la seva tripulació a Impel Down, amb la intenció d'alliberar a pirates llegendaris per la seva tripulació. Finalment el grup s'escapa d'en Magellan, gràcies a l'estratègia d'en Jimbei i en Mr. 2, i posa rumb als Cuartels Generals de la Marina.

#### La Batalla de Marineford

##### El desembarcament
Totes les principals forces de la Marina es troben a la badia de Marineford; defensant el patíbul on es troba esposat Portgas D. Ace, estan ubicats els 3 Almiralls. A més a més, 50 bucs de l'armada envolten l'illa. L'Almirall de flota Sengoku anuncia a continuació que, la raó de l'execució de l'Ace, és que és el fill legítim del pirata Gol D. Roger.
En aquell moment apareixen 43 vaixells a l'horitzó, liderats tots per pirates prestigiosos del Nou Món. Paral·lelament en mig de la badia, del fons del mar en surt el Moby Dick juntament amb 3 vaixells més de la flota d'en Barbablanca, davant la cara de pànic d'en Sengoku.
El primer moviment del Yonkou consisteix a provocar un terratrèmol amb el poder de la Gura Gura no mi. Dues onades enormes s'aixequen del mar i cobreixen completament l'illa. L'Almirall Aokiji entra en acció i amb el poder de la Lògia del Gel congela les onades. Els pirates d'en Barbablanca salten al mar congelat i avancen cap a la plaça. Els exèrcits de la Marina munten una contraofensiva sobre la mateixa badía per impedir-ne el pas. Els pirates aliats s'enfronten als bucs de la Marina liderats pels Vicealmiralls intentant penetrar a la badia per ajuntar-se amb els homes d'en Barbablanca. La gran batalla acaba de començar.

##### Batalla a la badia
El Shichibukai Mihawk llança un fort cop d'espasa cap al Moby Dick, però és aturat pel Comandant de la Tercera Divisió, Diamond Jozu, que té el cos de diamant. L'Almirall Kizaru, amb la Lògia de la Llum, salta del patíbul i es planta davant d'en Barbablanca, atacant-lo amb rajos làsers, però és aturat pel Comandant de la Primera Divisió, en Marco, que és capaç de convertir-se amb un fènix de flames blaves que es regenera. Aprofitant que els Almiralls Aokiji i Kizaru han abandonat la seva posició a la plaça, en Jozu arranca un gran iceberg i el llança a la ciutat; llavors entra en acció el tercer Almirall, l'Akainu, que amb la Lògia del Magma fulmina el tros de gel i enfonsa un dels tres vaixells acompanyants de la flota d'en Barbablanca.
Al sud de la badia, un dels pirates aliats, l'Ozu jr., trenca les files de la marina. La divisió especial de gegants intenta aturar-lo, però són derrotats un per un. En Barbablanca ordena als seus homes cobrir a l'Ozu jr. cap a l'illa, però aquest acaba caient fulminat pels atacs dels Shichibukais Bartholomew Kuma, Donquixote Doflamingo i Gecko Moria. Una altra pirata aliada, la Whitney Bay, trenca una part de la muralla sud amb el seu trenca-gels, obrint una segona escletxa a les files de la Marina.
En aquell moment se senten uns crits que venen del cel i es veu gent caient al mar. Es tracta del grup d'Impel Down, liderat per en Ruffy, que ha arribat a la batalla. S'uneixen als pirates d'en Barbablanca i avancen cap a la plaça. Els combats es succeeixen contínuament entre els dos bàndols. Marines i Shichibukais per una banda i pirates d'en Barbablanca i els del grup d'en Ruffy per l'altra, busquen prendre el control de la badia congelada. En Barbablanca veu a en Ruffy una gran aposta, i ordena a tots els homes que l'ajudin a obrir-se un camí.

##### L'estratègia d'en Sengoku
L'Almirall Sengoku posa en marxa la seva estratègia. Un gran exèrcit de pacifistes (PX) liderat per en Sentomaru, apareix al sud de la badía i comença a combatre indiscriminadament contra els pirates aliats. En aquell moment, un dels pirates aliat, l'Squardo, es planta davant d'en Barbablanca i l'apunyala amb l'espasa. Els pirates es queden completament glaçats. En Marco s'abalança sobre l'Squardo i li demana explicacions, a lo que ell contesta que en Barbablanca els havia venut a tots per poder salvar l'Ace. El Yonkou, malferit, s'adona que tot havia estat una estratègia bruta portada a terme per l'Almirall Akainu i en Sengoku. Abraça l'Squardo i li diu que ell mai seria capaç de trair els seus fills, perquè són la seva família. Llavors, s'aixeca, agafa el bisent, salta del Moby Dick i diu als seus homes que qui estigui disposat a morir el segueixi a la batalla. Tots s'adonen de l'error comès per Squardo, i del joc brut de la Marina, i enrabiats segueixen avançant cap a la plaça.
Mentrestant, de forma sorpresiva, les tropes de la Marina abandonen la badia glaçada i es repleguen a la ciutat. Els pirates d'en Barbablanca i el grup d'en Ruffy ho aprofita per avançar fins al peu de la muralla. Els pirates no entenen massa bé l'estratègia de la Marina però segueixen avançant. En Barbablanca intenta destruir el patíbul on es troba l'Ace amb un atac a distància, però els 3 Almiralls, que han tornat tots a les seves posicions, aturen l'envestida. De cop s'aixequen uns murs d'acer que cobreixen tota la badia impedint el pas als pirates. Aquest és el cop de gràcia de l'estratègia d'en Sengoku; els pirates d'en Barbablanca queden completament aïllats de la ciutat i rodejats pels murs i els canons. A més a més l'Almirall Akainu utilitza la Lògia del Magma per bombardejar-los amb roques volcàniques (aprofitant que els murs impedeixen atacar en Barbablanca). L'objectiu és desfer el gel, destruir el Moby Dick i fer caure els pirates a l'aigua. En Barbablanca intenta destruir el mur d'acer però res no l'afecta. El caos s'apodera de tots que veuen com no hi ha escapatòria. Alguns, entre ells en Ruffy, intenten entrar a la ciutat per la zona on jeu el cos de l'Oars jr.(l'única zona del mur que no s'ha tancat), però els marines bombardegen tota aquella zona amb canons impedint-ne el pas. Les roques volcàniques colpegen sense pietat contra la munió de pirates.
Quan tot sembla perdut el gegant Ozu jr. desperta i torna en si, mentre que tres pirates aconsegueixen colar-se a l'illa: en Ruffy amb l'ajuda d'en Jimbei, en Crocodile amb el poder de la Lògia de la Sorra, i en Marco volant com un fènix. Els executors es preparen per matar l'Ace, però en Crocodile els aniquila evitant-ho, i després en Doflamingo comença a combatre contra ell. En Ruffy intenta despistar als 3 Almiralls per escapar-se'n però és interceptat per en Kizaru i l'Aokiji. En l'últim moment, és salvat per en Marco. Aprofitant la confusió d'uns marines que ja es veien guanyadors, en Barbablanca contraataca l'estratègia: fa sortir del fons del mar un cinquè vaixell (similar al Moby Dick però de color negre), i tots els seus homes hi pugen a bord. Llavors l'Ozu jr. el condueix fins a l'interior de la ciutat per la zona no tancada del mur. Els pirates d'en Barbablanca invadeixen Marineford. El gegant cau finalment fulminat, havent ajudat però a traspassar els murs de Marineford. La gran batalla es reprèn.

#### Batalla a la plaça Oris
En Barbablanca ordena als seus homes acabar amb la Marina i rescatar a l'Ace. En Sengoku s'adona que els murs que tan bé els haurien d'haver anat, podrien convertir-se en un inconvenient tal com s'ha capgirat la situació. A la plaça Oris de Marineford, la batalla s'intensifica més que mai. Els pirates intenten controlar la situació i obrir-se un camí, però els exèrcits de la Marina són molt nombrosos, i a més els 3 Almiralls s'han unit plenament al combat. En Barbablanca llança terratrèmols bestials que aniquilen centenars de marines, cosa que obliga als Almiralls Aokiji i Akainu a intervenir contra ell. En Ruffy per la seva banda no pot superar el poder del Vicealmirall Momonga i de l'Almirall Kizaru i cau derrotat.
Els pirates del Nou Món han aconseguit trencar les files de l'exèrcit de PX i arribar també a la plaça, però les tropes d'en Barbablanca han sofert molt de desgast, a diferència de les molt més nombroses tropes de la Marina, i no poden superar a la Marina per acostar-se al patíbul. Fins i tot en Marco i en Jozu són derrotats pel gran poder dels Almiralls i els Vicealmiralls. En Ruffy veient la situació demana una dosis d'hormones a l'Ivankov per poder seguir combatent. En Barbablanca és l'únic que ha aconseguit arribar fins al peu del patíbul, però és aturat per l'Almirall Akainu, i comença a rebre atacs per tots costats. En Sengoku, veient que està malferit, ordena a tot l'exèrcit concentrar-se en ell. En Barbablanca però es manté en peu i segueix llançant atacs monstruosos amb el bisent. Es troba però completament envoltat de marines, i en Sengoku ho aprofita per ordenar novament l'execució de l'Ace. En l'últim moment en Ruffy, que ha tornat plenament en si, desplega el Haki del Rey desmaiant a molts marines, als executors i també a alguns pirates (en general, aquells més dèbils), davant la mirada de pànic d'en Sengoku i de la resta d'Almiralls i Vicealmiralls. Aprofitant el desconcert i veient l'enorme poder del jove supernova, en Barbablanca ordena a tots els seus homes que ajudin a obrir un camí a en Ruffy. Mentrestant els soldats de la Marina intenten tombar al Yonkou conscients que, si ell cau, tots els pirates caurán. Aquest però, amb un poder bestial, es desfà de tots els enemics. La intenció d'en Barbablanca és aquesta, centrar els marrines contra ell i que en Ruffy tingui un camí fins al patíbul. Els comandants i els capitans del Nou Món aturen a diversos Vicealmiralls que intentaven anar a buscar en Ruffy, i en Daz Bones i en Crocodile lluiten contra en Mihawk; la Hancock s'enfronta a en Sentomaru i als PX que queden, i el revolucionari Inazuma, surt de la perruca de l'Ivankov, i amb el seu poder construeix un pont fins a dalt al patíbul. L'Almirall Kizaru intenta utilitzar la Logia de la Llum per atrapar-lo amb la gran velocitat, però és anulat pel mateix Barbablanca amb el bisent. Amb tots els pirates d'en Barbablanca i els aliats aturant els exèrcits de la Marina i obrint-li un camí, en Ruffy puja pel pont i es dirigeix cap a salvar a l'Ace. De cop però, el Vicealmirall (i avi d'en Ruffy i l'Ace) Monkey D. Garp, l'heroi de la Marina, salta també al pont i es planta davant del jove, diguent-li que si vol salvar al seu germà, primer haurà d'eliminar-lo.
En Ruffy i en Garp es disposen a lluitar, però en l'últim moment, en Garp aparta el puny i es deixa derrotar pel seu net. Tothom es queda bocabadat, mentre en Ruffy arriba a dalt del patíbul. Quan es disposa a salvar a l'Ace amb les claus que la Hancock li havia donat al principi de la batalla, l'Almirall Kizaru (que prèviament s'ha escapat d'en Barbablanca)les trenca amb un raig làser. A la vegada, l'Almirall de Flota Sengoku (que no havia intervingut encara en tota la guerra) mostra el seu poder, el de Gran Buddha daurat, i es prepara per acabar amb els dos germans ell mateix. En aquell moment però, en Mr.3 que s'havia disfrassat d'executor i havia quedat inconscient pel Haki d'en Ruffy, torna en si, i amb un pont de cera protegeix a l'Ace de l'atac d'en Sengoku; mentre que en Ruffy utilitza el Gear Third per contrarestar l'enorme puny de l'Almirall de Flota. En Ruffy, l'Ace i en Mr.3 cauen patíbul avall, i els soldats de la Marina obren foc. En Mr.3 però li fabrica una clau de cera a en Ruffy, i aquest allivera a l'Ace. Els tres apareixen vius envoltats d'un cèrcol de foc produït pel mateix Ace.

#### La retirada
Els pirates d'en Barbablanca i el mateix capità del grup celebren el rescat del seu company de tripulació. Mentrestant els desconcert s'ha apoderat dels soldats de la Marina que no saben com reaccionar. Alguns intenten posar fi a l'Ace i en Ruffy mitjançant el combat, però són derrotats fàcilment. La resta de pirates els obra pas perquè puguin tornar amb el grup. L'Almirall Aokiji ataca als dos germans amb un bloc de gel, però és aturat pel puny de foc del mateix Ace. Els pirates s'han reagrupat darrer d'en Barbablanca que segueix atacant les tropes de marines que es dirigeixen cap allà. Llavors, de sobte, l'Squardo apareix pilotant la rèplica del Moby Dick negre (el vaixell que havia permès als pirates superar el mur d'acer i conquerir la plaça Oris), disposat a cobrir la retirada dels seus companys, a canvi d'haver apunyalat a en Barbablanca, enganyat per l'estratègia bruta de l'Almirall Akainu. El Yonkou però, atura l'avanç del vaixell amb una sola mà, i li diu a l'Squardo que no se senti tan important per haver-lo apunyalat, que no morirà pas per aquella ferida, sinó pel desgast del temps. Després dona l'última ordre com a capità dels pirates d'en Barbablanca; els diu que tornin al Nou Món, i que construeixin la Nova Era de la pirateria. L'Almirall de Flota Sengoku, lamentant-se per haver deixat escapar a l'Ace i en Ruffy davant dels seus propis nassos, s'adona que, el que planeja en Barbablanca és, fer retirar als seus homes, i enfonsar l'illa de Marineford amb tots els exèrcits de la Marina i ell mateix al fons de l'oceà, per donar final a la primera era de la pirateria. Els pirates d'en Barbablanca, a contracor, abandonen al seu capità i van agafant vaixells per poder marxar; l'Ace dona les gràcies a en Barbablanca, dient-li que tenir-lo com a "pare" ha estat el que l'ha fet més feliç a la vida. Alguns soldats de la Marina no es donen per vençuts, i intenten posar fi a el Yonkou, però aquest, segueix traient-se'ls de sobre com si res, i a poc a poc comença a anar destruint tota la ciutat. Tots els marines estan ja més preocupats de les intencions d'en Barbablanca que no pas de la retirada de la resta de pirates; la victòria sembla haver estat total. Excepte per un home: l'Almirall Akainu.
L'Almirall Akainu diu que encara que si els altres no han acabat amb els pirates, ho farà ell en persona. Comença a perseguir-los mentre insulta el nom d'en Barbablanca, i el titlla de perdedor. L'Ace, en sentir-ho, li entra un atac de ràbia i reta a l'Akainu. La Logia del Foc contra la Lògia del Magma. Des del primer moment, l'Ace es veu superat, ja que el magma agafa una temperatura molt més alta, i crema fins i tot al foc. l'Akainu travessa el cos de l'Ace amb el puny de magma cremant-li tots els òrgans interns. Aquest, cau als braços d'en Ruffy malferit. L'Akainu intenta rematar-lo definitivament, però és aturat per en Jimbei, i els comandants Marco i Vista (que es lamenten de no haver estat atents a les males intencions de l'Almirall). En Barbablanca queda posseït pel pànic; a més a més, davant seu, l'Almirall Kizaru li torna la jugada d'abans i no el deixa passar per ajudar l'Ace. Finalment, el comandant de la segona divisió, i germà d'en Ruffy, Portgas D. Ace, mor.
En Barbablanca ple d'ira ataca ferotgement a l'Akainu. El terretrèmol contra la Lògia del Magma. Tot i l'enorme poder del Yonkou, el marine manté el tipus i segueix produint-li cremades de magma a tot el cos. En Barbablanca ha intensificat els atacs i l'illa de Marineford comença a afonar-se. Obre una escletxa al centre de la plaça Oris, separant la resta dels seus pirates de les tropes de la Marina. Tot i la resistència de l'Almirall Akainu, aquest és finalment engolit per la terra en un dels terratrèmols. El comandant Marco diu a tots que protegeixin a en Ruffy (que ha quedat inconscient) amb la vida i que corrin cap als vaixells per fugir. En Barbablanca s'enfronta a totes les tropes de marines alhora amb un poder bestial i carregat de ràbia, davant un Sengoku que no sap com reaccionar. De cop, a dalt la torre de Marinford, es veuen arribar els Pirates d'en Barbanegra.
En Sengoku enfurismat li demana explicacions a en Teach, que respon que només va voler el títol de Shichibukai per infiltrar-se a Impel Down i aconseguir nous tripulants. A en Barbablanca però això no li importa, i vol posar fi a la vida d'en Barbanegra per venjar la mort del comandant Tatch. Després d'un duel molt intens i quan sembla que el Yonkou pot rematar en Teach, se li acaben definitivament les forces al seu cos. Això ho aprofita en Barbanegra per refer-se i juntament amb els seus tripulants atacar de cop a en Barbablanca. Tot i que no el poden fer cedir, finalment el Yonkou mor dempeus, no sense abans haver deixat anar unes paraules sobre la voluntat dels D i el One Piece que enfurismen a en Sengoku.

#### Duels destacats
Barbablanca vs Almirall Aokiji  (Terratrèmol vs Gel)
És el primer enfrontament de la batalla, durant el desembracament. En Barbablanca reta Marineford provocant un enorme tsunami, a lo que l'Almirall Aokiji respon congelant les enormes ones. Després ataca al Yonkou amb fletxes de gel, a lo que l'altre respon trencant-les i partint el cos de gel del marine amb un terratrèmol. L'Aokiji cau a la badía i la congela involuntàriament per poder sobreviure. Posteriorment tornen a enfrontar-se a la plaça Oris. L'Almirall congela a en Barbablanca, però aquest trenca el gel amb les vibracions i apunyala el cos del marine, tot i que no és capaç de danyar-lo. Queda plasmat que aquestes dues fruites s'anul·len entre si.
 Marco vs Almirall Kizaru  (Fènix vs Llum)
L'Almirall Kizaru es transporta per l'aire a la velocitat de la llum des del patíbul fins davant d'en Barbablanca amb la intenció de matar-lo. És però aturat pel Comandant de la primera divisió Marco, que es transforma en un fènix de flames blaves capaç de regenerar-se. Els dos mantenen un breu duel que acaba en Marco etzibant una coça i enviant a en Kizaru de tornada (tot i que no el danya en cap moment). Ja a la plaça Oris tornen a enfrontar-se quan en Marco corre cap a ajudar el seu capità que té problemes. L'Almirall li dispara diversos rajos làsers tot i que l'altre es regenera amb les flames. Finalment, ajudat pel Vicealmirall Onigumo (que esposa amb kairoseki al pirata), en Kizaru fa caure a en Marco. Tot i estar malferit i negat dels seus poders, en Marco segueix lluitant contra els marines amb la forma humana. Després del rescat de l'Ace però, aconsegueix treure's les manilles de kairoseki i pot regenerar-se de nou sense haver sofert, aparentment, danys.
 Jozu vs Almirall Aokiji  (Diamant vs Gel)
El Comandant Jozu ataca per sorpresa a l'Aokiji trencant-lo completament i fent-lo sangrar. Els dos mantenen un duel a la plaça Oris que és dominat clarament per l'Almirall que, aprofita una distracció d'en Jozu, per congelar-li un braç. Finalment en Jozu és totalment congelat i cau derrotat perdent un braç al caure. Durant la retirada un altre Comandant pirata se l'endú i el carrega al vaixell; se'l veu viu durant l'enterrament d'en Barbablanca tot i que havent perdut el braç dret.
 Ruffy vs Vicealmirall Garp 
Quan en Ruffy puja cap al patíbul havent pogut esquivar els exèrcits de la Marina (inclosos els 3 Almiralls) amb l'ajut de la resta de pirates, el seu avi i Vicealmirall Monkey D. Garp li surt al pas, dient-li que, si vol rescatar a l'Ace, haurà de matar-lo a ell abans. En Ruffy activa el Gear Second i es prepara per atacar veient que no hi ha alternativa. En Garp prepara també el puny per fer caure al seu net. Els dos es llancen a la lluita però, finalment, en Garp es mostra incapaç d'enfrontar-se a en Ruffy, aparta el puny, i és colpejat bruscament, caient del pont i estampant-se contra el terra de la plaça Oris. Després del rescat de l'Ace se'l veu viu però sangrant per la cara.
 Ace vs Almirall Akainu  (Foc vs Magma)
Aquest és, per les conseqüències, el duel més traumàtic de la batalla. L'Ace (enfurismat per les paraules de l'Almirall insultant al seu capità) ataca amb el puny de foc al marine, que li respon amb el puny de magma. Els dos xoquen amb força però l'Ace es veu cremat i llençat enrere. Clarament el magma agafa més temperatura i crema fins i tot al foc. Finalment l'Akainu atravessa el cos de l'Ace amb un puny de magma i el mata.
 Barbablanca vs Almirall Akainu  (Terratrèmol vs Magma)
El duel probablement més espectacular de la batalla. Quan en Barbablanca penetra a la plaça Oris i avança cap al patíbul, l'Akainu li atura el bisent amb un peu de magma. Els dos xoquen els seus punys provocant una explosió de gran magnitud. Llavors el marine l'ataca amb un gos gegant de magma, que el Yonkou es treu de sobre amb el bisent. L'Akainu l'ataca ferotgement clavant-li el puny de magma al pit, tot i que en Barbablanca es manté en peu sense cedir. Després del rescat i de la mort de l'Ace (a mans precisament de l'Akainu), en Barbablanca ple d'ira torna a enfrontar-s'hi. El colpeja bruscament amb terratrèmols fent-lo sangrar per la cara. L'Akainu no es queda enrere i segueix provocant cremadures de magma al cos del pirata. Quan sembla que en Barbablanca caurà, aquest es refà i provoca un nou terratrèmol monstruós que engull a l'Akainu fins a l'interior de la terra. Tot i que sembla que l'Amirall ha mort, aquest sobreviu i reapareix (ferit això sí) a la superfície una estona després (però en Barbablanca ja ha mort a mans d'en Barbanegra).
 Barbablanca vs Barbanegra  (Terratrèmol vs Foscor)
En Barbablanca, tot i estar molt malferit de la seva lluita contra la Marina, intentar posar fi a la vida d'en Barbanegra per venjar la mort d'en Tatch. L'ataca des de la distància amb un terratrèmol que en Barbanegra esquiva per ben poc. Llavors utilitza el poder de la fruita de la foscor per anul·lar els atacs d'en Barbablanca, fins que, sorpresivament, aquest el fereix amb el bisent. Aprofitant que en Teach és a terra, li bloqueja les mans perquè no utilitzi el seu poder, i li clava un terratrèmol al cap. Però quan va a rematar-lo amb un darrer atac, en Barbanegra li dispara un tret amb una pistola des del terra que li paralitza el cos (tot i que, aparentment, això no hauria d'haver acabat amb en Barbablanca, les diverses ferides que havia rebut durant la batalla li han deixat el cos completament esgotat). En Barbanegra es refà i juntament amb la resta dels seus tripulants ataquen al Yonkou ferint-lo amb espases i trets. Tot i que no aconsegueixen fer-lo caure, finalment en Barbablanca mor dempeus.

### Saga Post-Marineford
En Ruffy es recupera a Amazon Lily de la gran batalla mentre es lamenta amb duresa davant d'en Jimbei per haver perdut el seu germà. Se'ns explica el passat d'en Ruffy, amb l'Ace i amb en Sabo (el tercer "germà"). Mentrestant els supernoves comencen el seu camí pel Nou Món, els pirates d'en Barbablanca enterren els cossos de l'Edward Newgate i d'en Portgas D. Ace, i a la Marina, l'Almirall de Flota Sengoku i el Vicealmirall Garp presenten la seva retirada.
Ja recuperat, en Ruffy juntament amb en Rayleigh torna a Marineford d'incògnit, toca 16 vegades la campana (amb un gest que es pot entendre com el començament de la Nova Era) i mostra públicament un tatuatge estrany. Aquesta marca resulta ser un missatge pels seus companys de tripulació. Els demana que s'entrenin al màxim durant els propers 2 anys, i que posteriorment es trobaran a l'Arxipèlag Sabaody per fer camí al Nou Món.
Ha acabat la primera part d'One Piece, la primera Era de la piratería. Arrenca la Nova Era!

## Donquixote Pirates

### Saga Punk Hazard
La tripulació després d'abandonar l'illa dels tritons es dirigeix al nou món i la primera illa amb la que es troben és Punk Hazard. En Ruffy vol explorar l'illa i juntament amb en Zoro, en Robin i l'Usopp recorren l'illa ardent i es troben amb un drac gegant i després de derrotar-lo, en Ruffy vol menjar però descobreix que el Drac té les cames enganxades. Mentrestant, es llança gas a la nau i tothom, excepte Brook, és capturat perquè creuen que ja està mort. Mentrestant, es revela que l'home emmarcat només té cames i Ruffy el va utilitzar per convertir-se en un centaure. Mentrestant, Sanji i els altres que han estat capturats troben una cara que diu ser un samurai del país de Wano i que és aquí per salvar el seu fill, els cinc escapen de la cel·la i van a la sala de galetes i es troben amb nens gegants. Brook es desperta del gas i informa en Ruffy de la càrrega mentre Smoker arriba a Punk Hazard al G-5. La Nami decideix que vol ajudar els nens i portar-los a casa. Mentrestant, Brook mentre espera en Ruffy és atacat per un noi sense cap i sense cames. Smoker és rebut per Trafalgar Law que diu que està sol a l'illa però immediatament se li nega quan arriben en Sanji i els altres que decideixen tornar tan aviat com veuen la Marina. Després d'haver descobert la veritat, en Law destrueix tots els Slug i el vaixell de la Marina per evitar que s'escapin i intercanvia els cossos de Sanji, Nami, Franky i Chopper perquè no s'escapin també de l'illa. Law agafa el cor de Smoker i intercanvia els cossos de Tashigi i Smoker. En Ruffy arriba a l'altre costat de l'illa gelada i es troben en Barbabruna que els ajuda a anar al laboratori i en Ruffy es retroba amb en Law que els diu on trobar la seva tripulació i vol parlar amb ell més tard. En Ruffy es troba amb els altres al laboratori abandonat i allí es recomponen el cap i les cames del samurai. Zoro, Sanji, Brook i el samurai van a la recerca de la peça que faltava del cos del samurai. Mentrestant, els nens tenen una crisi i en Chopper s'adona que han estat drogats i intenta fer-los adormir. En Law lliura el cor de Smoker a Caesar Clown, aquest últim envia els Yeti Cool Brothers perquè s'ocupin de la tripulació d'en Ruffy. Ruffy, Franky, Usopp i Robin van a la recerca del Caesar. Els Yetis Cool Brothers ataquen l'amagatall i disparen a en Barbabruna i segresten la Nami, Ruffy s'adona i torna i derrota un d'ells mentre l'altre és derrotat per Law i ofereix a Ruffy una aliança per derrotar un dels emperadors. En Ruffy accepta l'aliança. Law torna en Franky i en Chopper als seus cossos. Mentre Caesar Clown a la part ardent de l'illa allibera a Smile i comença a apropar-se a la part gelada de l'illa. En Ruffy, en Franky i en Robin van cap al laboratori i es troben amb el Caesar Clown que el derrota a tots tres juntament amb en Tashigi i en Smoker. En Sanji recupera la part que faltava del samurai que l'or amb el cos complet diu que es diu Kin'emon i és aquí per salvar el seu fill Momonosuke. Ruffy, Franky, Robin, Law, Smoker, Tashigi han estat posats a la presó per Vergo i es desperten, Law diu qui és Joker i és Doflamingo i és ell qui va crear tot això. En Caesar Clown s'enduu nens derrotant a la Nami i l'Usopp, el Caesar Clown ordena als nens que tornin a entrar a la sala de galetes, mentre que Mocha, una noia, recupera la consciència. Mentrestant, Smile es menja un caramel i petrifica qualsevol cosa que toqui. En Barbabruna, la Nami i l'Usopp recuperen els meus sentits i van al laboratori. El Caesar Clown menteix a la cel·la fora del laboratori per compadecer en Ruffy i els altres. En Law havia sabotejat anteriorment les manilles en una qüestió d'emergència i tots s'alliberen i van al laboratori excepte en Franky que va al Sunny. El G-5, el grup Barbabruna i el grup Zoro entren al laboratori per refugiar-se del gas de Smile. Law torna en Tashigi, Smoker, Sanji i Nami com abans i diu als marines on trobar la sortida; La Nami i els altres van a buscar els nens, mentre que en Ruffy va a buscar en Caesar Clown i en Smoker per trobar en Vergo. Chopper troba la cura per als nens. Caesar Clown intenta tancar tothom a l'habitació A perquè el gas pugui petrificar a tothom, però Tashigi ho nota i ordena a tothom que vagi a l'habitació B. A l'habitació A arriba Vergo fent una massacre però és aturat per Sanji que el desafia Mocha i Chopper són ells. Reunir-se i anar a la sala de galetes. Mentrestant, en Ruffy i en Smoker troben en Caesar Clown i comencen a lluitar, però en Mone intervé per defensar en Caesar Clown per permetre'm escapar. Mentrestant, Law arriba a la sala SAD, Vergo s'adona i s'uneix a ell i comença a lluitar contra ell. Ruffy mentre lluita en Mone destrueix el terra en caure per sota. Mocha i Chopper prenen el caramel per evitar que els nens se'l mengin. Smoker arriba a Law ajudant-lo contra Vergo, però es revela que és més fort. Gas està a punt d'entrar a l'habitació B. Ruffy es troba amb un drac que parla clandestinament que es revela que és el fill de Kin'emon. Mentrestant, en Zoro i en Tashigi es troben amb la Mone i la derroten. Mentre en Sanji condueix la G-5 i arriben a la sala de galetes. Els nens persegueixen Mocha per menjar-se els dolços però ella decideix menjar-se'ls tots inconscients. En Barbabruna s'enfronta a Caesar Clown però perd i abans que Caesar Clown pugui acabar amb ell, Ruffy intervé i aconsegueix derrotar en Caesar i llençar-lo. Mentrestant, Smoker aconsegueix recuperar el cor i li retorna perquè en Law pugui vèncer en Vergo sense problemes. Tothom es retroba al Sector R. Baby 5 i Buffalo arriba a Punk Hazard i comença una baralla amb Franky. Caesar recordant tenir el cor de Smoker vol robar-lo per venjar-se, mentre que Mone està disposat a fer explotar Punk Hazard, Caesar apunyala el cor de Smoker, però es revela que Mone i Law ho han desagrat des del principi perquè Caesar posse per confiar en Law va haver de fer-ho. donar-li el seu cor i, a canvi, el Caesar li va donar el de Mone i en Law va fer veure que li donava al Caesar el de Smoker, però en canvi va ser Mone. Franky derrota Baby 5 i Buffalo. La Nami lliura els nens a Tashigi per curar-los i després se'n van amb el Sunny juntament amb en Law, Kin'emon i Momonosuke cap a Dressrosa. En Law amenaça en Doflamingo que si vol recuperar en Caesar Clown, haurà d'abandonar el guerrer de set graus del mar. Doflamingo arriba a Punk Hazard i es desafoga contra la Marina i abans d'eliminar a Smoker és detingut per Aokiji i no volent problemes en Doflamingo es retira i torna a Dressrosa. En Ruffy i els altres reben la notícia que en Doflamingo ja no és un dels set guerrers marins.

## lluitant contra els emperadors

### Saga Zou
En Ruffy i els altres després de deixar Dressrosa arriben a Zou al vaixell de Bartolomeo que descobreixen que és un elefant que fa molt de temps que camina. Mentre pugen a l'elefant al mig, Kin’emon i Kanjuro cauen per sota. Tan aviat com pugen al cim de l'elefant, lluiten amb monstres però són interromputs per Wanda i Carrot que els porten a Sanji, Nami, Chopper, Brook i Momonosuke que ja han aterrat davant d’ells a l’illa. En arribar al poble, es programen a mesura que els déus els troben Nami i Chopper, que malauradament tenen males notícies sobre Sanji. Mentre Law també troba la seva tripulació, Wanda, Ruffy i la resta de la tripulació van a buscar a Inuarashi que seria el cap de l'illa i Wanda parla de la lluita contra Jack. En arribar a un dels caps de l’illa, ell també parla de la guerra contra Jack. La Nami explica a tothom el que va passar, després d’escapar del vaixell de la Big Mom, en Sanji i els altres s'uneixen a Zou i es fan amics dels vilatans. Capone Bege i Pekoms viatgen a Zou per capturar a Sanji i Ceaser Clown. Pekoms, però, es nega a prendre Sanji perquè va ajudar els habitants de Zou i per això Bege el dispara i pren Sanji i Ceasar Clown deixant Pekoms, després de la història, Ruffy vol salvar Sanji a tota costa. Més tard també coneixen l'altre cap o Nekomamushi. Kin'emon i Kanjuro pugen al cim de l'elefant i es reuneixen amb tothom. Ruffy i els altres es troben amb Kin'emon i l'amic de Kanjuro, Raizo. A Zou troben un Poignee Griffe, Inuarashi revela que hi ha 3 Poignee Griffe més i junts condueixen a Raftel. Nekomamushi revela que un té Big Mom, l'altre Kaido i l'últim es desconeix. Ruffy fa una aliança amb els samurais per derrotar Kaido i el shogun del país de Wano. Un cop creada l’aliança, es divideixen en grups: Nekomamushi anirà a buscar Marco; Ruffy, Nami, Chopper, Brook i les visions Carrot, Pedro i Pekoms van a salvar Sanji i intenta fer una còpia del Poignee Griffe a Whole Cake Island; mentre la resta de la tripulació de Ruffy, la tripulació de Law i els samurais van a Wano per preparar l'ofensiva contra Kaido. Mentrestant, Després que Jack no aconsegueix salvar Doflamingo, torna a Zou atacant a elenfate, però aquest és empès. Ruffy, Nami, Chopper, Brook, Pedro, Carrot i Pekoms van secretament a rescatar Sanji. En el viatge a Whole Cake Island, Ruffy veu el seu pare Dragon per primera vegada i que l'exèrcit revolucionari ha estat derrotat per Marshall D. Teach.